# Hrabstwo Manatee
Manatee – hrabstwo w stanie Floryda w USA. Populacja liczy 322 833 mieszkańców (stan według spisu z 2010 roku).
Powierzchnia hrabstwa to 2312 km² (w tym 393 km² stanowią wody). Gęstość zaludnienia wynosi 168,22 osoby/km².

## Miejscowości
- Anna Maria
- Bradenton
- Bradenton Beach
- Holmes Beach
- Longboat Key
- Palmetto

## CDP
- Bayshore Gardens
- Cortez
- Ellenton
- Memphis
- South Bradenton
- Samoset
- West Samoset
- Whitfield
- West Bradenton